# Ниситокё
Ниситокё (яп. 西東京市 Нисито:кё:-си) — город в Японии, находящийся в префектуре Токио. Площадь города составляет 15,85 км², население — 207 389 человек (1 октября 2020), плотность населения — 13 084,48 чел./км².

## Географическое положение
Город расположен на острове Хонсю в префектуре Токио региона Канто. С ним граничат города Хигасикуруме, Кодайра, Коганеи, Мусасино, Ниидза.

## Население
Население города составляет 207 389 человек (1 октября 2020), а плотность — 13 084,48 чел./км². Изменение численности населения с 1980 по 2005 годы:
| 1980 | 158 235 чел. |  |
| 1985 | 162 899 чел. |  |
| 1990 | 170 290 чел. |  |
| 1995 | 175 073 чел. |  |
| 2000 | 180 885 чел. |  |
| 2005 | 189 735 чел. |  |

## Символика
Деревом города считается Zelkova serrata, цветком — рододендрон.

## Экономика
В Ниситокё базируется корпорация Citizen Holdings (электроника и часы).